# Lijst van burgemeesters van Limbricht
Dit is een lijst van burgemeesters van de voormalige Nederlandse gemeente Limbricht tot die gemeente op 1 januari 1982 opging in de gemeente Sittard.
| Ambtsperiode | Naam burgemeester         | Partij of stroming | Bijzonderheden                                        |
| ------------ | ------------------------- | ------------------ | ----------------------------------------------------- |
| 1794 - 1798  | Lambert Mobers            |                    |                                                       |
| 1798 - 1799  | J. Hermans                |                    |                                                       |
| 1800 - 1813  | André Notermans           |                    |                                                       |
| 1815 - 1845  | J.H. Hermans              |                    |                                                       |
| 1845         | J.A. Nelissen             |                    |                                                       |
| 1845 - 1898  | J.W. Nelissen             |                    |                                                       |
| 1898 - 1923  | J.C. Nelissen             |                    |                                                       |
| 1923 - 1941  | Frans (F.J.J.) van Boxtel |                    |                                                       |
| 1942 - 1945  | J.H. Frijns               |                    |                                                       |
| 1944 - 1945  | Frans (F.J.J.) van Boxtel |                    |                                                       |
| 1946 - 1966  | J.Ph. Coonen              |                    | eerder burgemeester van Munstergeleen en Nieuwenhagen |
| 1966 - 1982  | Frans (F.A.) Corten       | KVP / CDA          | vanaf 1972 tevens burgemeester van Nieuwstadt         |